# We're Not in Kansas Anymore
We're Not in Kansas Anymore is de pilotaflevering van de televisieserie 90210, die voor het eerst werd uitgezonden op 2 september 2008. De aflevering werd bij de première op The CW bekeken door 4.910.000 kijkers. In Nederland lokte het bij de première 430.000 kijkers. Het versloeg hiermee het aantal kijkers van de erna volgende aflevering van Gossip Girl, die door 278.000 mensen werd bekeken.

## Verhaal
De familie Wilson verhuist van Kansas naar Beverly Hills, nadat vader Harry een aanbod heeft geaccepteerd directeur te worden op West Beverly High. Ook kan de familie nu letten op grootmoeder Tabitha, die lijdt aan een alcoholverslaving.
De tieners, Annie en Dixon, zijn niet even enthousiast over hun nieuwe bestemming. Ze vinden het moeilijk de nieuwelingen op school te zijn en kunnen nauwelijks wennen aan hun andere omgeving. Al snel merken ze Ethan Ward tegen, een lacrossespeler die ze enkele jaren eerder al ontmoetten. Ook maken ze kennis met de verwende en populaire Naomi, de wilde maar schijnheilige Silver en Navid, de redacteur van de schoolkrant.

## Rolverdeling

### Hoofdrollen
- Rob Estes - Harry Wilson
- Shenae Grimes - Annie Wilson
- Tristan Wilds - Dixon Wilson
- AnnaLynne McCord - Naomi Clark
- Dustin Milligan - Ethan Ward
- Ryan Eggold - Ryan Matthews
- Jessica Stroup - Erin Silver
- Michael Steger - Navid Shirazi
- Lori Loughlin - Debbie Wilson
- Jessica Walter - Tabitha Wilson

### Gastrollen
- Jennie Garth - Kelly Taylor
- Christina Moore - Tracy Clark
- James Patrick Stuart - Charlie Clark
- Joe E. Tata - Nat Bussichio
- Adam Gregory - Ty Collins
- Jessica Lowndes - Adrianna
- Kellan Lutz - George Evans
- Meghan Markle - Wendy
- Brooklyn Sudano - Miss Austin
- Brandon Michael Vayda - Mike
- Chantelle Barry - Nina
- Cherilyn Wilson - Morgan
- Hallee Hirsh - Hannah Zuckerman-Vasquez
- Riley Thomas Stewart - Sammy
- Caroline D'Amore - DJ